# EFnet
Eris Free network ou EFnet est un réseau IRC.

## Histoire
Originellement, la plupart des réseaux IRC ne formaient qu'un seul réseau, que d'autres serveurs pouvaient rejoindre sans conditions. Il y eut vite des abus, certaines personnes reliaient des serveurs pour ennuyer des utilisateurs, voire saboter des canaux et d'autres serveurs. Quand, en août 1990, le serveur eris.berkeley.edu resta le seul et dernier serveur permettant aux autres serveurs de se connecter, l'opérateur de serveur Greg Lindahl se sépara du réseau pour créer EFnet. La communauté fut séparée en deux avec d'un côté EFnet et de l'autre A-net qui ne tarda pas à disparaître, laissant EFnet comme seul réseau IRC.
Les problèmes récurrents de performance et d'abus générèrent un nouveau réseau majeur, Undernet, qui se sépara en octobre 1992.
Soulignons au passage le rôle qu'a joué irc.xs4all.nl, entre 1993 et 1995, alors administré par Cor Bosnan, l'un des meilleurs de son temps[réf. nécessaire]. À cette époque, les usagers étaient confrontés à de graves problèmes de censure; à savoir, tandis que plusieurs fournisseurs exigeaient de leurs serveurs de refuser l'accès à des pays entiers, xs4all en revanche prenait leur défense en ouvrant ses i-lines, permettant ainsi l'accès libre à tous dans l'attente que les événements se calment. Cela lui a valu le respect de l'ensemble de la communauté.
Le 24 juillet 1996, des désaccords concernant la politique du réseau poussèrent une partie des serveurs EFnet à former leur propre réseau appelé IRCnet, globalement européen (incluant l'Australie et le Japon), tandis que les serveurs américains continuèrent sous EFnet.
EFnet est probablement le réseau IRC le moins « unifié », avec des différences de règles serveur et de politique entre les serveurs. Il a une administration centrale faisant autorité, des comités de routage gèrent les zones géographiques.
On peut connecter son client IRC par irc.efnet.org.